# 克日什托夫·博萨克
克日什托夫·博萨克（波蘭語：Krzysztof Bosak，發音：[ˈkʂɨʂtɔf ˈbɔsak]；1982年6月13日—）是波兰极右翼政治家。2005年至2007年，他曾是波兰家庭联盟的瑟姆成员，2019年以来，他再次成为自由与独立联盟的瑟姆成员。博萨克在2005年至2006年期间担任全波兰青年主席，他是极右翼政党—民族运动的创始人之一和现任副主席。他是2020年的总统候选人。